# Robertinho Silva

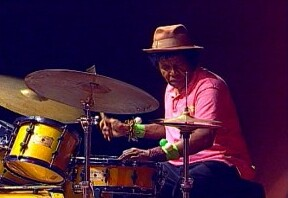
Robertinho Silva

Robertinho Silva  (Río de Janeiro, 1º de junio de 1941) es un baterista y percusionista brasileño.

## Histórico
Autodidacta, comenzó a tocar batería aún niño.
Tuvo influencia de los principales bateristas del samba y bossa nueva.
El inicio de su carrera, a finales de los años 1960, aconteció con su ingreso en el grupo “Som Imaginário”, del cual formaban parte también Wagner Tiso, Luiz Alves, Zé Rodrix y Tavito. Desde entonces ha participado de grabaciones y conciertos con grandes nombres de la música brasileña e internacional. Participó de varios festivales de música importantes, como los de New Port, Berlín, Free Jazz Festival, JVC New York, Montreaux, Midem, entre otros.
Además de las grabaciones en estudio, se destacan sus performances en vivo con Milton Nascimento (con quien trabajó por 26 años), João Donato, Tom Jobim, Wayne Shorter, Paul Horn, George Duke, Egberto Gismonti, Airto Moreira, Flora Purim, Raul de Souza, Dori Caymmi, Cal Tjader, Sarah Vaughan, Gilberto Gil, João Bosco, Toninho Horta, Gal Costa, Nana Caymmi y Chico Buarque. Más recientemente, trabajó con los cantantes Lisa Ono, Guilherme Vergueiro, Wanda Sá, Mônica Salmaso, el saxofonista Bud Shank y el guitarrista George Benson.
En 2009, grabó el disco "Padedê de Sararás", en duo con el guitarrista capixaba Zé Moreira.
Actualmente Robertinho Silva se dedica a la carrera suelo y a la investigación de los ritmos folclóricos de todas las regiones de Brasil. Hace shows, ministra cursos, seminarios, talleres y workshops, con foco en ritmos brasileños. Hace también incontables trabajos con la "Familia Silva",  compuesta por él y sus hijos,  Ronaldo, Vanderlei, Pablo y Thiago, que también son músicos. Además de eso, desarrolla proyectos juntamente con compañías de baila y teatro. En sus planes está el lanzamiento de un libro sobre los ritmos brasileños.

## Discografía suelo
- 1981 - “Música Popular Brasileira Contemporânea”, por la Philips;
- 1984 - “Bateria”, por el sello Carmo;
- 1991 - “Bodas de Prata”, por la Sony Music (relanzado en Japón en 91 y en 95 en los EUA con el título “Speak no Evil”, dedicado al saxofonista Wayne Shorter);
- 1995 - “Shot on goal” por el sello Miles Stone (Fantasy);
- 2000 - “Jaquedu” con Ney Conceição;
- 2002 - “Mixtura Brasileira” con Alexandre Birkett.
- 2005 - lanzó dos discos independientes: “Batucajé”, al lado de los músicos, y también investigadores de ritmos brasileños - Simone Soul, Alfredo Bello y Jadna Zimmermann - y “Laska Mão”: grupo percussivo de música instrumental brasileña.
- 2009 - "Padedê de Sararás" con Zé Moreira.
- 2011 - "União" con Eduardo Hacha
- 2012 - "Cordas e Tambores" con Alexandre Birkett.

- Datos: Q7351558